# Солнечное сельское поселение (Омская область)
Солнечное се́льское поселе́ние — муниципальное образование в Русско-Полянском районе Омской области Российской Федерации.
Административный центр — село Солнечное.

## История
Статус и границы сельского поселения установлены Законом Омской области от 30 июля 2004 года № 548-ОЗ «О границах и статусе муниципальных образований Омской области».

## Население
| 2010  | 2011  | 2012  | 2013  | 2014  | 2015  | 2016  |
| ----- | ----- | ----- | ----- | ----- | ----- | ----- |
| 1590  | ↘1584 | ↘1546 | ↗1582 | ↗1601 | ↘1579 | ↗1583 |
| 2017  | 2018  | 2019  | 2020  | 2021  | 2023  |       |
| ↗1639 | ↗1676 | →1676 | ↘1666 | ↘1482 | ↘1445 |       |

## Состав сельского поселения
| № | Населённый пункт | Тип населённого пункта       | Население |
| - | ---------------- | ---------------------------- | --------- |
| 1 | Андриановка      | деревня                      | 210       |
| 2 | Невольное        | деревня                      | 115       |
| 3 | Новоивановка     | деревня                      | 6         |
| 4 | Солнечное        | село, административный центр | 1186      |
| 5 | Там-Чилик        | деревня                      | 73        |